# XXI. Armee-Korps (Deutsches Kaiserreich)
Das XXI. Armee-Korps (auch Saarbrücker Korps) war ein Großverband der Preußischen Armee von 1912 bis 1919.

## Geschichte

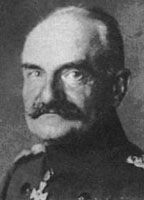
Fritz von Below

Das Korps wurde am 1. Oktober 1912 errichtet und hatte sein Hauptquartier in Saarbrücken. Es war der VII. Armee-Inspektion unterstellt und umfasste Teile der Regierungsbezirke Koblenz und Trier sowie einen Teil von Elsaß-Lothringen.

### Erster Weltkrieg
Zu Beginn des Ersten Weltkrieges im August 1914 marschierte das XXI. Korps an der Westfront auf und wurde während der Schlacht in Lothringen im Zentrum der am 20. August zum Angriff antretenden 6. Armee eingesetzt. Das unter dem Kommandierenden General von Below stehende Korps warf in der Schlacht bei Mörchingen das französische 15. Korps zurück und gewann schnell an Gelände. Dabei erstürmte die 31. Division (Generalleutnant Albert von Berrer) Vergaville und die 42. Division (Generalleutnant Hasso von Bredow) besetzte Dieuze. Nachdem der Angriff des nördlicher stehenden II. bayerischen und I. bayerischen Reserve-Korps beim Vorstoß auf Lunéville ins Stocken geriet, glaubte das XXI. Korps am 26. August seinen Angriff über das Höhengelände bei Gerbéviller bis zur Mosel fortführen zu können. Nach dem Scheitern des Durchbruchversuches in der Schlacht an der Trouée de Charmes kam es zwischen den Orten Moyen und Menarmont zum Stellungskrieg.
Ab 22. September 1914 erfolgte der Abtransport des XXI. Korps und des I. Bayerischen Korps aus Lothringen nach St. Quentin. Das XXI. Korps marschierte infolge des Wettlaufes zum Meer zur Bildung der neuen Front in den Raum Nesle-Chaulnes-Chilly auf und wurde der 2. Armee unterstellt.
Mitte Januar 1915 kam das Korps an der Ostfront an. Es kam am 7. Februar als linker Flügel der 10. Armee in der Winterschlacht an den Masuren zum Einsatz. Links war dabei die 31. und rechts die 42. Division angesetzt, rechter Nachbar war das parallel vorgehenden XXXIX. Reserve-Korps (General von Lauenstein). Die Stoßrichtung richtete sich entlang der Grenze Ostpreußens nach Südost auf Schirwindt.

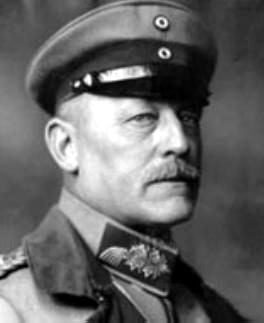
Oskar von Hutier

Am 4. April 1915 übernahm General Hutier die Führung des Korps. Zusammen mit dem XXXX. Reserve-Korps unter General Litzmann gelang zwischen 8. und 18. August 1915 die Eroberung der Festung Kowno. Danach kämpfte das Korps in der Njemenschlacht und in der Schlacht bei Wilna. Ab Anfang Oktober 1915 folgte zwischen Krewo-Smorgon-Narotsch-See-Tweretsch der Stellungskrieg.
Im März 1916 lag das Korps im Hauptangriffsfeld der russischen Offensive zwischen Postawy und Narotsch-See. Die unterstellte 31., 42. und 115. Infanterie-Division stellten sich beidseitig von Postawy dem russischen Ansturm entgegen. Als Reserve diente die 107. Infanterie-Division. Nach dem Angriff wurde die Korpsgruppe Hutier mit der 80. Reserve-Division und der 3. Kavallerie-Division verstärkt. Der russischen Armeegruppe Pleshkow gelang am 18. März ein Scheinerfolg, als unter enormen Verlusten der erste Graben der deutschen 42. Division erobert werden konnte. Ihre Kolonnen gerieten dann aber vor der zweiten Linie in ein starkes Abwehrfeuer, sie verloren  in den ersten acht Stunden 15.000 Mann an Toten und Verwundeten. Die russischen Angriffe wurden bis Ende März kräftig fortgesetzt, blieben aber erfolglos.
Am 2. Januar 1917 wurde General von Oven Nachfolger Hutiers. Im November 1917 wurde das Korps an die Westfront verlegt und im Bereich der Armeeabteilung A, dann im Bereich der Armeeabteilung B in den Vogesen eingesetzt. Von 22. Dezember 1917 bis zum 2. April 1918 wurde das Korps als „Gruppe Heiligblasien“ bezeichnet. Zwischen 1. Mai und 3. November 1918 wurde das Korps bei der Heeresgruppe Gallwitz im Raum westlich von Verdun eingesetzt und als Maasgruppe West bezeichnet. Es konnte sich zunächst in den schweren Abwehrkämpfen zwischen den Argonnen und der Maas behaupten. Im Oktober 1918 wurde das Korps während der Maas-Argonnen-Offensive von zahlenmäßig überlegenen Truppen der 1. US-Armee angegriffen und bis Kriegsende nach Sedan zurückgedrängt.

## Gliederung

### Friedensgliederung 1914
- 31. Division in Saarbrücken
- 42. Division in Saarburg
- Maschinengewehr-Abteilung Nr. 3 in Saarburg
- 2. Rheinisches Pionier-Bataillon Nr. 27 in Straßburg
- 2. Rheinisches Train-Bataillon Nr. 21 in Forbach

## Kommandierender General
| Dienstgrad             | Name             | Datum                                                      |
| ---------------------- | ---------------- | ---------------------------------------------------------- |
| General der Infanterie | Fritz von Below  | 1. Oktober 1912 bis 3. April 1915                          |
| Generalleutnant        | Oskar von Hutier | 4. April 1915 bis 1. Januar 1917                           |
| Generalleutnant        | Ernst von Oven   | 2. Januar 1917 bis April 1919 (mit der Führung beauftragt) |